# Ovalipes
Los cangrejos nadadores (Ovalipes) son un género  de crustáceos decápodos braquiuros cuyas especies habitan en ambientes marinos litorales de los océanos de todo el mundo.

## Características y hábitos de vida
Generalmente viven sobre fondos blandos o enterrados, en aguas marinas costeras. Nadan gracias a que sus patas traseras cuentan con una adaptación específica para esta función al tener forma de paletas.

## Utilidad económica
Algunas especies de este género son objeto de explotación comercial en razón de su apreciada carne.

## Taxonomía
Este género de cangrejos fue descrito originalmente en el año 1898 por la zoóloga carcinóloga estadounidense Mary J. Rathbun. La especie tipo asignada fue Cancer ocellatus, hoy denominada Ovalipes ocellatus.
Algunos autores lo incluyen en la familia Polybiidae mientras que otros lo rebajan a la categoría de subfamilia (Polybiinae Ortmann, 1893) y lo colocan en la familia Portunidae.
Especies

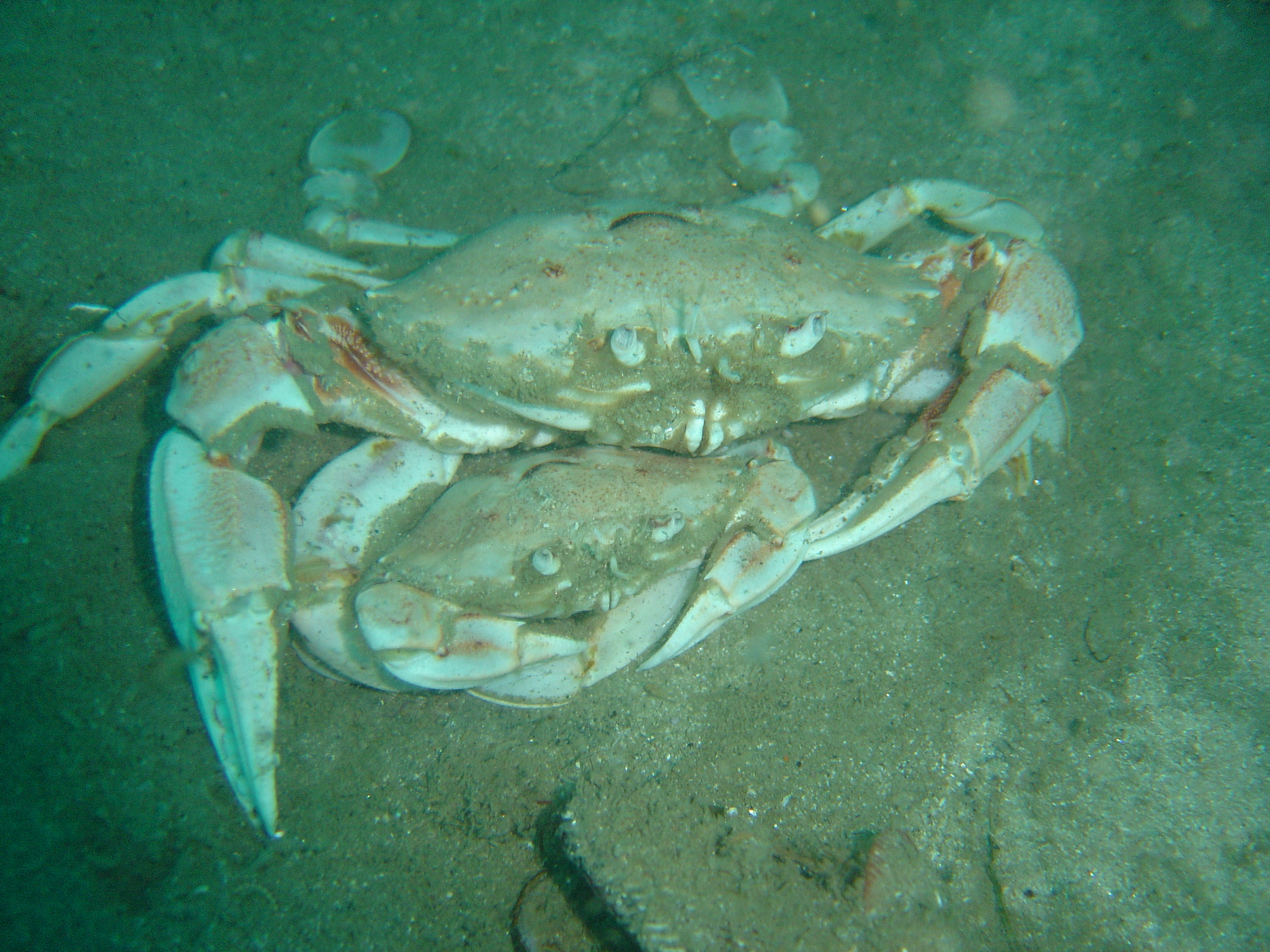
Ovalipes trimaculatus.

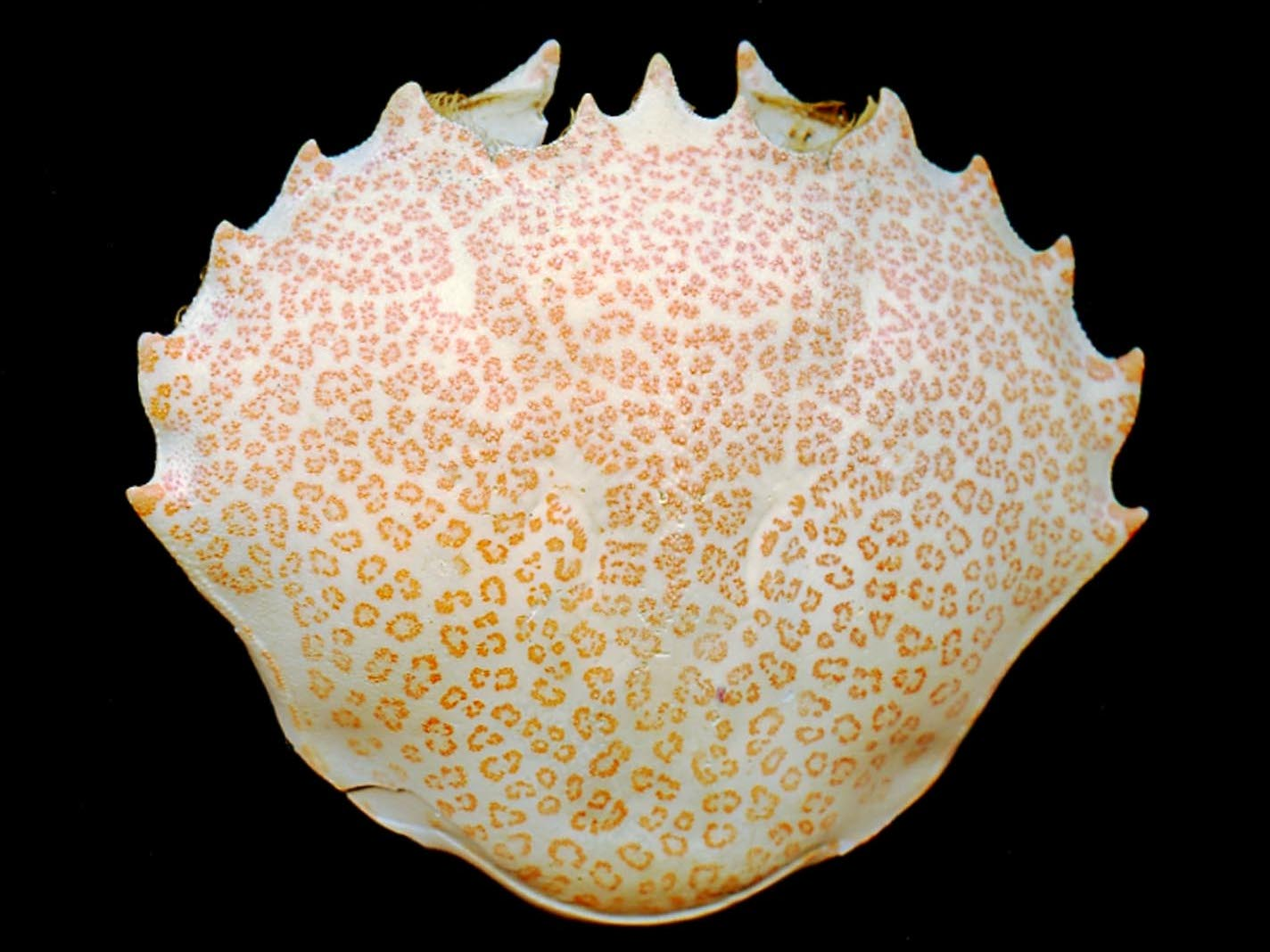
Ovalipes ocellatus, la especie tipo de este género.

El género ovalipes está integrado por  11 especies:
- Ovalipes australiensis Stephenson & Rees, 1968
- Ovalipes catharus (White, 1843)
- Ovalipes elongatus Stephenson & Rees, 1968
- Ovalipes floridanus Hay & Shore, 1918
- Ovalipes georgei Stephenson & Rees, 1968
- Ovalipes iridescens (Miers, 1886)
- Ovalipes molleri (Ward, 1933)
- Ovalipes ocellatus (Herbst, 1799)
- Ovalipes punctatus (De Haan, 1833)
- Ovalipes stephensoni Williams, 1976
- Ovalipes trimaculatus (De Haan, 1833)